# Reproductor de CD

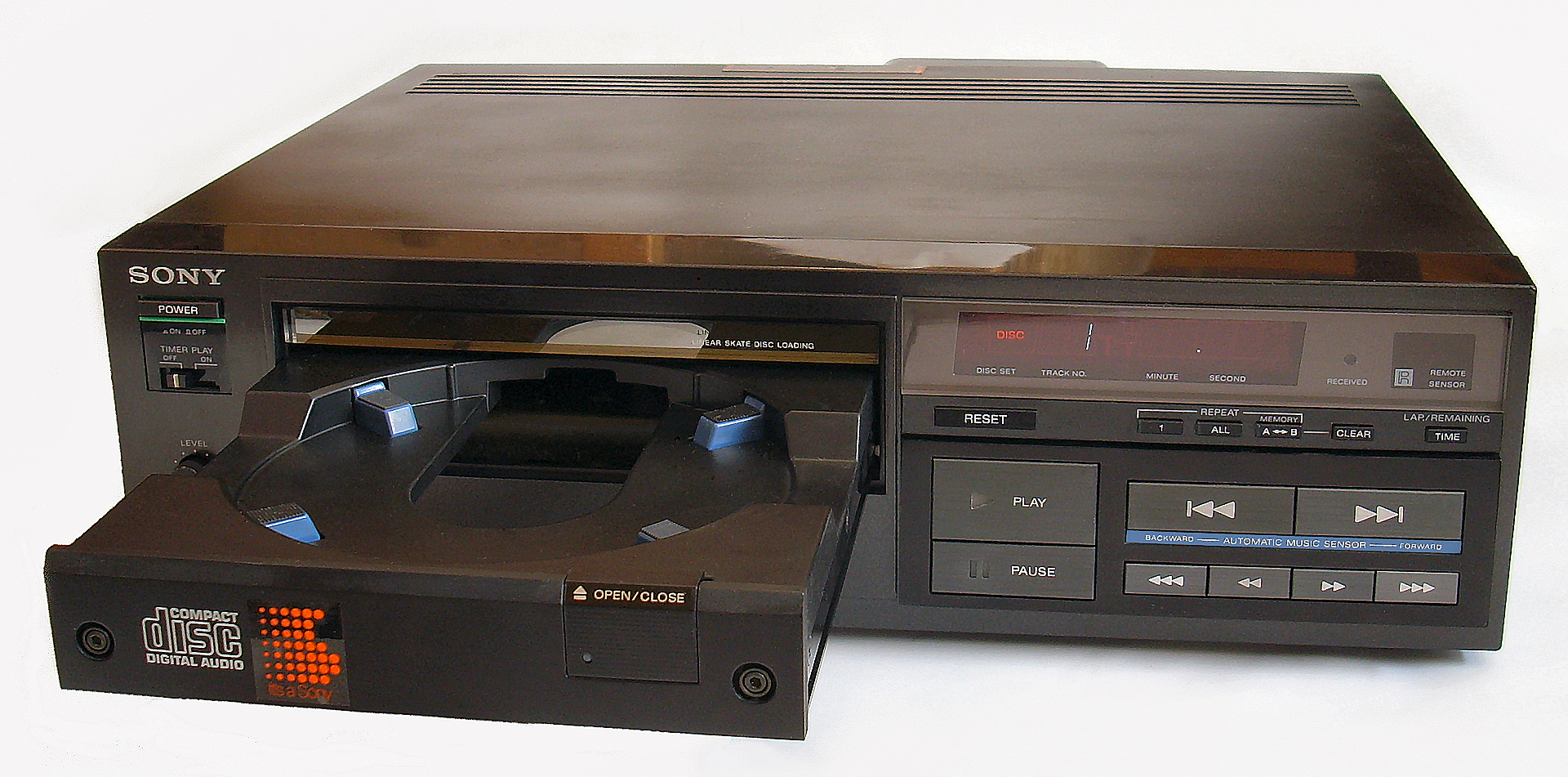
Reproductor de CD de la marca SONY

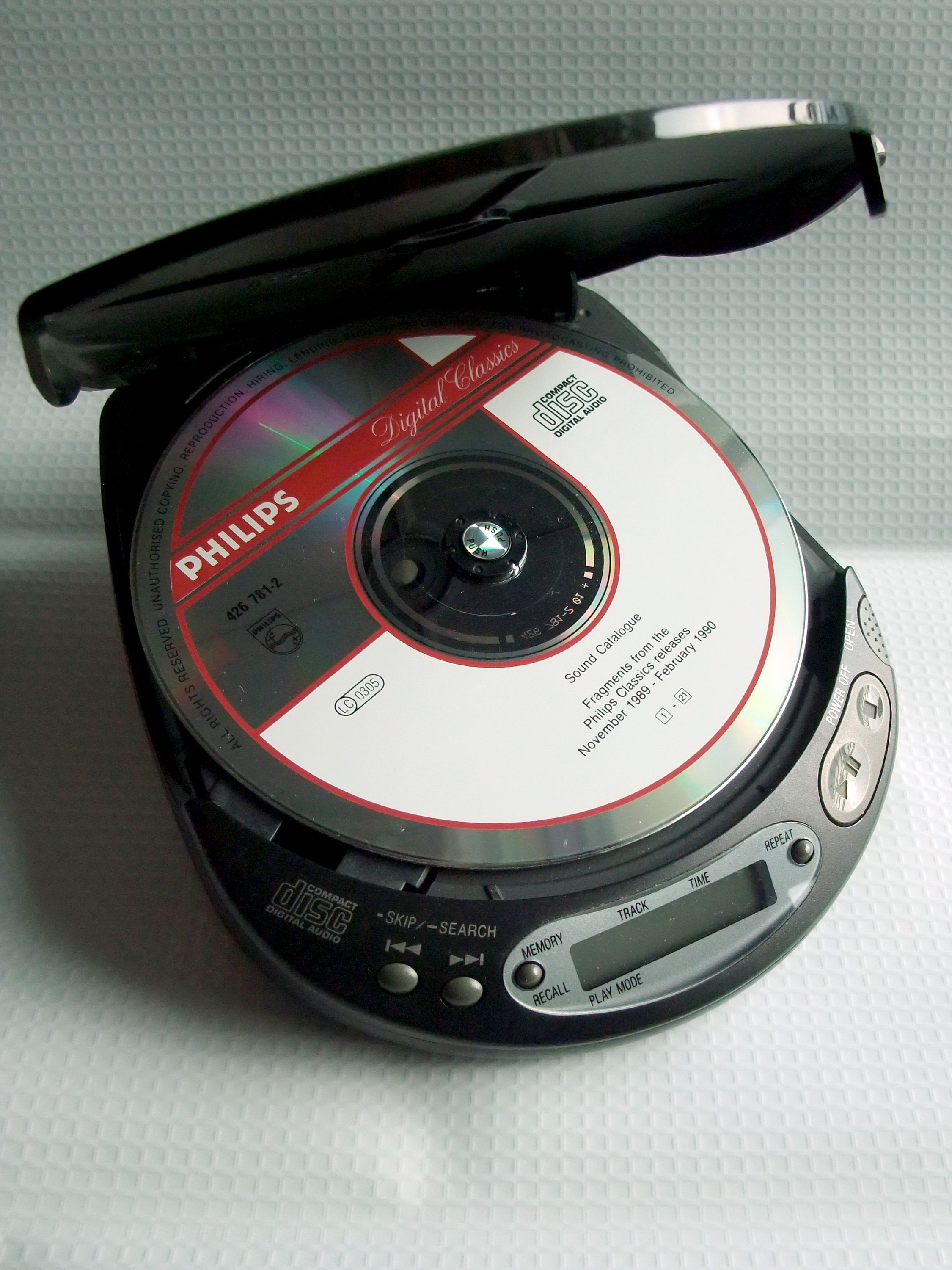
Reproductor portátil de CD

Un reproductor de CD es un dispositivo electrónico que reproduce discos compactos de audio, un formato digital de disco óptico de almacenamiento de datos. Los CD contienen normalmente grabaciones de material de audio como música o audiolibros. Los reproductores de CD se vendieron por primera vez al gran público en 1982.
Pueden ser parte de sistemas estereofónicos domésticos, autorradios, ordenadores o reproductores portátiles, como los radiocasetes. La mayoría de los reproductores de CD producen una señal de salida a través de un conector de auricular o de un conector RCA. Cuando se integra en un sistema estéreo doméstico, el usuario conecta un cable RCA desde las tomas RCA a un equipo de alta fidelidad (u otro conjunto de amplificador y altavoz) para escuchar música. También suelen contar con una salida directa para auriculares.
Las unidades modernas pueden reproducir formatos de audio distintos de la codificación de audio del CD original (la modulación por impulsos codificados o PCM), como MP3, AAC y WMA. Los pinchadiscos que reproducen música de baile en clubes suelen utilizar reproductores especializados con una velocidad de reproducción ajustable para alterar el tono y el tempo de la música. Los ingenieros de audio utilizan reproductores de CD profesionales de alta calidad de para incorporar música a un evento a través de un sistema de refuerzo de sonido. Así mismo, son capaces de reproducir música tanto los ordenadores equipados con unidad de CD-ROM/DVD-ROM, así como los reproductores de DVD y la mayoría de las consolas de videojuegos basadas en discos ópticos.

## Historia

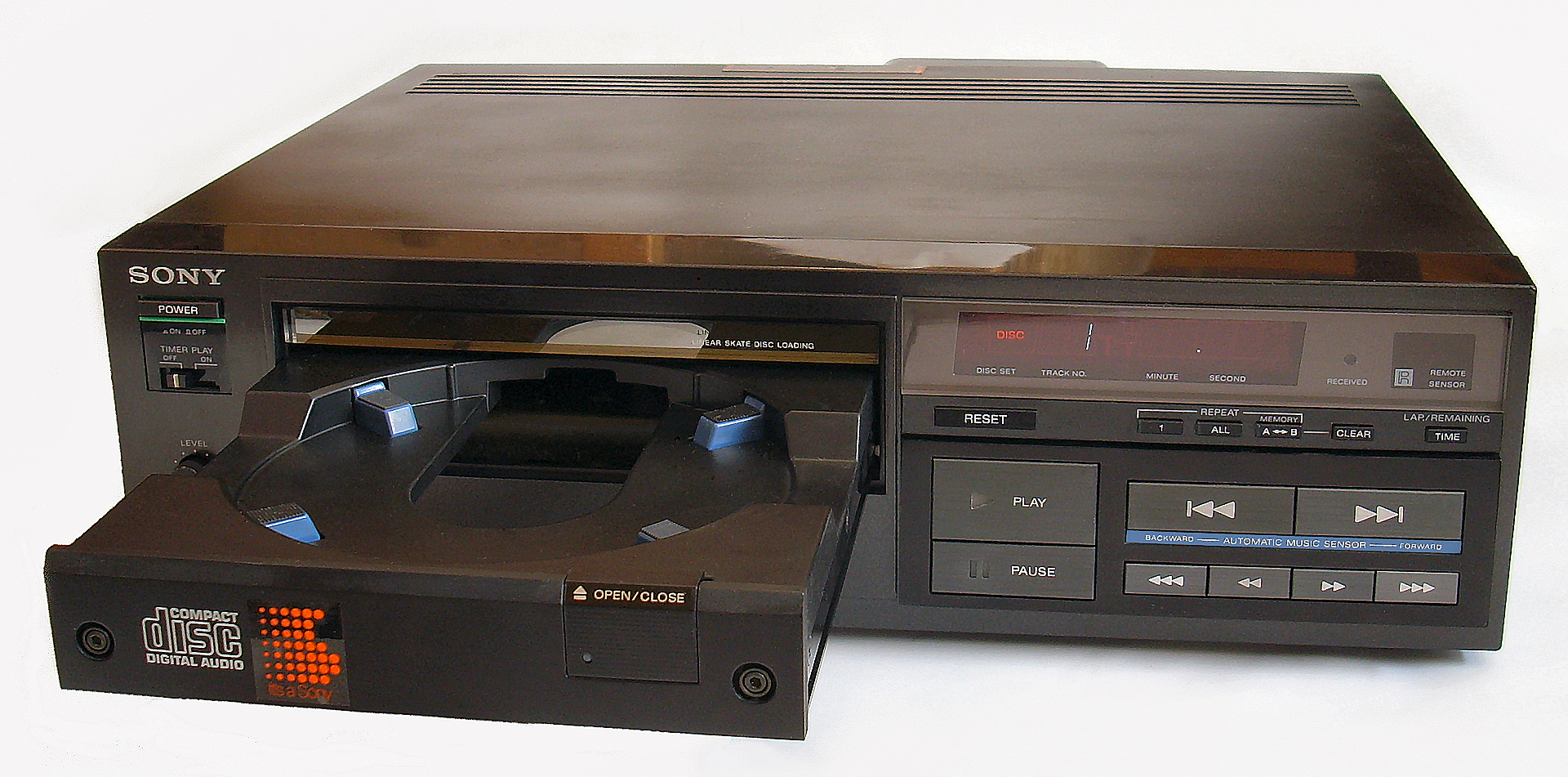
Sony CDP-101 de 1982, el primer reproductor de discos compactos al alcance de los consumidores

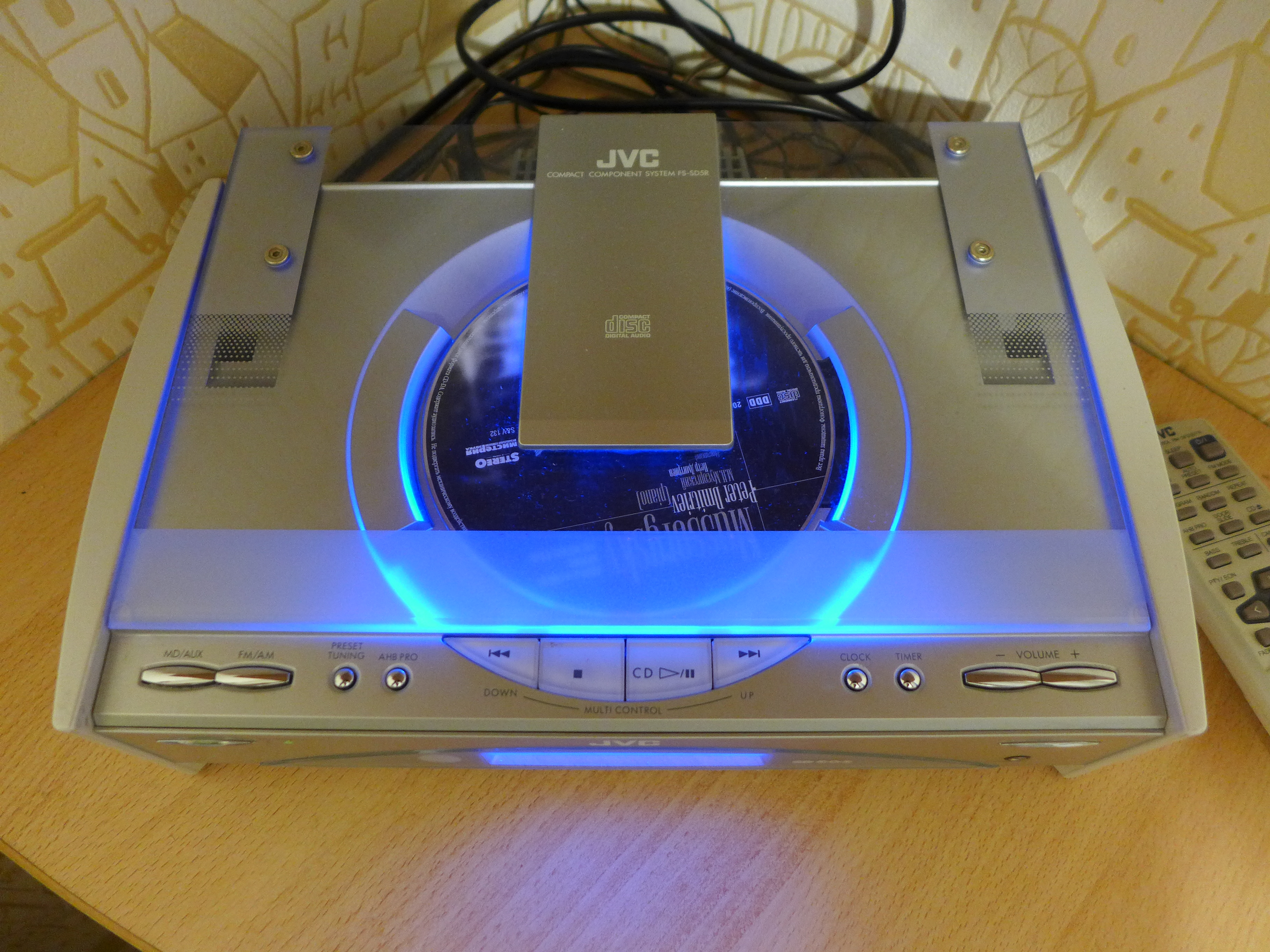
JVC FS-SD5R de la década de 1990, con una cubierta de plástico transparente

El inventor estadounidense James T. Russell es conocido por idear el primer sistema para registrar información digital ópticamente en una lámina transparente que se iluminaba desde atrás con una lámpara halógena de alta potencia. La solicitud de patente de Russell se presentó por primera vez en 1966 y se le otorgó en 1970. Tras un litigio, Sony y Philips adquirieron la licencia de las patentes de Russell (entonces en poder de una empresa canadiense, Optical Recording Corp.) en la década de 1980.
El disco compacto es una evolución de la tecnología del Laserdisc, donde se utiliza un haz láser enfocado que permite disponer de la alta densidad de información requerida para poder almacenar señales de audio digitales de alta calidad.
Los prototipos fueron desarrollados por Philips y Sony de forma independiente a finales de la década de 1970. Sin embargo, en 1979 ambas empresas establecieron un grupo de trabajo conjunto de ingenieros para diseñar un nuevo disco de audio digital. Después de un año de experimentación y discusión, se publicó en 1980 el Red Book (Libro Rojo), especificando el estándar del formato del CD de audio (CD-DA). Después de su lanzamiento comercial en 1982, los discos compactos y sus reproductores se hicieron extremadamente populares. A pesar de costar hasta 1000 dólares, se vendieron más de 400.000 reproductores de CD en los Estados Unidos entre 1983 y 1984. El éxito del disco compacto se atribuye a la cooperación entre Philips y Sony, que se unieron para acordar y desarrollar dispositivos compatibles entre sí. El diseño unificado del disco compacto hizo posible que los consumidores comprasen sin problemas de compatibilidad cualquier disco o reproductor de cualquier compañía, y permitió que el CD dominara el mercado de la música doméstica sin otros sistemas rivales.
El Sony CDP-101, lanzado en 1982, fue el primer reproductor de discos compactos lanzado comercialmente del mundo.
A diferencia de los primeros reproductores de Laserdisc, lo lectores de CD utilizaron desde el principio diodos láser en lugar de los láser de helio-neón, de un tamaño más grande.

### Prototipos de discos láser de audio digital
En 1974, L. Ottens, director de la división de audio de Philips, fundó un pequeño grupo con el objetivo de desarrollar un disco de audio óptico analógico con un diámetro de 20 centímetros (7,9 plg) y una calidad de sonido superior a la del disco de vinilo. Ante el rendimiento insatisfactorio del formato analógico, dos ingenieros de investigación de Philips recomendaron un formato digital en marzo de 1974. En 1977, Philips organizó un laboratorio con la misión de crear un disco de audio digital. El diámetro del prototipo de disco compacto de Philips se fijó en 11,5 centímetros (4,5 plg), la diagonal de una casete de audio.
Heitaro Nakajima, quien desarrolló una grabadora de audio digital temprana dentro de la organización de radiodifusión pública nacional de Japón NHK en 1970, se convirtió en gerente general del departamento de audio de Sony en 1971. Su equipo desarrolló una grabadora de audio digital con adaptador PCM usando una grabadora de video Betamax en 1973. Después de esto, en 1974, el salto al almacenamiento de audio digital en un disco óptico fue fácil. Sony demostró públicamente por primera vez un disco de audio digital óptico en septiembre de 1976. Un año más tarde, en septiembre de 1977, presentó a la prensa un disco de 30 centímetros (11,8 plg) de diámetro que podía reproducir 60 minutos de audio digital (frecuencia de muestreo de 44,100 Hz y resolución de 16 bits) usando modulación MFM. En septiembre de 1978, la compañía presentó un disco de audio digital óptico con un tiempo de reproducción de 150 minutos, frecuencia de muestreo de 44,056 Hz, resolución lineal de 16 bits y código intercalado de detección y corrección de errores. Estas especificaciones eran similares a las que se establecieron más tarde para el formato de disco compacto estándar en 1980. Los detalles técnicos del disco de audio digital de Sony se presentaron durante la 62 Convención de la AES, celebrada del 13 al 16 de marzo de 1979, en Bruselas. El documento técnico AES de Sony se publicó el 1 de marzo de 1979. Una semana después, el 8 de marzo, Philips hizo una demostración pública de un prototipo de disco óptico de audio digital en una conferencia de prensa denominada bajo el lema "Philips presenta el disco compacto", celebrada en Eindhoven, Países Bajos.

### Colaboración y estandarización

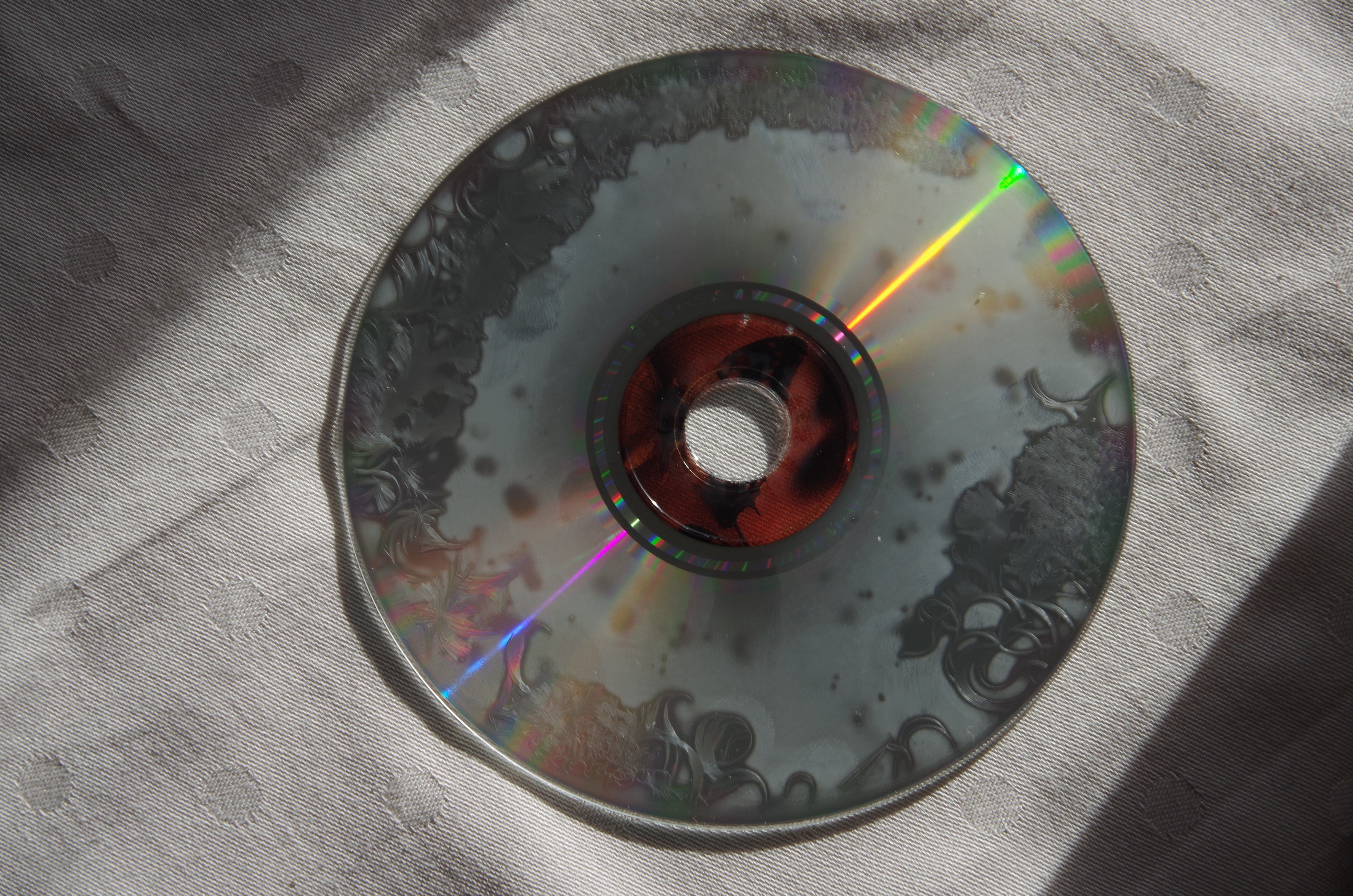
Disco muy corroído. La corrección de errores no puede subsanar todos los defectos. Sin embargo, es posible reproducir dos minutos de audio

El ejecutivo de Sony Norio Ohga (más tarde CEO y presidente de Sony), y Heitaro Nakajima, estaban convencidos del potencial comercial del formato e impulsaron un mayor desarrollo a pesar del escepticismo generalizado. Como resultado, en 1979, Sony y Philips establecieron un grupo de trabajo conjunto de ingenieros para diseñar un nuevo disco de audio digital, dirigido por los ingenieros Kees Schouhamer Immink y Toshitada Doi. La investigación realizada impulsó de forma definitiva la tecnología láser y el disco óptico. Después de un año de experimentación y discusión, el grupo de trabajo elaboró el estándar Red Book del CD de música. Publicado por primera vez en 1980, el estándar fue adoptado formalmente por la IEC como estándar internacional en 1987, y varias enmiendas se convirtieron en parte del estándar en 1996.
Philips acuñó el término "disco compacto" en línea con otro producto de audio, el casete, y contribuyó con el diseño del proceso de manufactura general, basado en la tecnología del LaserDisc de vídeo. La empresa holandesa también contribuyó con el sistema eight-to-Fourteen Modulation (EFM), que permite solventar algunos problemas relacionados con defectos como arañazos o huellas dactilares, mientras que Sony contribuyó con el método de detección y corrección de errores, CIRC. La Historia del disco compacto, contada por un exmiembro del grupo de trabajo, brinda información de fondo sobre las muchas decisiones técnicas tomadas, incluida la elección de la frecuencia de muestreo, el tiempo de reproducción y el diámetro del disco. El grupo de trabajo estuvo formado por entre cuatro y ocho personas en distintos períodos, aunque según Philips, el disco compacto fue "inventado colectivamente por un gran grupo de personas que trabajaban en equipo".

### Primeros CD y reproductores. ElLibro rojo
El “Red Book” fue el primer estándar de la serie de estándares publicados mediante Libros de Colores. Philips estableció la planta de operaciones de prensado de Polydor en Langenhagen (cerca de Hannover, Alemania) y rápidamente superó una serie de hitos:
- La primera prueba de impresión se realizó con una grabación de la Sinfonía alpina de Richard Strauss, interpretada por la Orquesta Filarmónica de Berlín y dirigida por Herbert von Karajan, quien había sido reclutado como embajador del formato en 1979.[24]
- La primera demostración pública se produjo en el programa de televisión de la BBC Tomorrow's World en 1981, cuando se reprodujo el álbum de los Bee Gees Living Eyes (1981).[25]
- El primer disco compacto "comercial" se produjo el 17 de agosto de 1982. Era una grabación de 1979 de Claudio Arrau interpretando valses de Chopin (Philips 400 025-2). Arrau fue invitado a la planta de Langenhagen para presionar el botón de inicio.
- El primer CD de música pop producido en la nueva fábrica fue The Visitors (1981) del grupo sueco ABBA.[26]
- Los primeros 50 títulos se "lanzaron" en Japón el 1 de octubre de 1982, siendo el primer CD catalogado de esta ola una reedición de "Billy Joel" de 52nd Street.[27]

El lanzamiento en Japón fue seguido en marzo de 1983 por la introducción de reproductores de CD y discos en Europa y Norteamérica (donde CBS Records lanzó dieciséis títulos). Este evento a menudo se considera el "Big Bang" de la revolución del audio digital. El nuevo disco de audio fue recibido con entusiasmo, especialmente entre los aficionados a la música clásica y los audiófilos, y su facilidad de manejo resultó especialmente elogiada. A medida que el precio de los reproductores bajó gradualmente y con la introducción del Walkman portátil, el CD comenzó a ganar popularidad en los mercados mucho más grandes de la música popular y del rock. El primer artista en vender un millón de copias en CD fue Dire Straits, con su álbum de 1985 Brothers in Arms. El primer artista importante en convertir todo su catálogo en CD fue David Bowie, cuyos 15 álbumes de estudio fueron digitalizados por RCA Records en febrero de 1985, junto con cuatro álbumes de grandes éxitos. En 1988, 50 plantas de impresión de todo el mundo fabricaron 400 millones de CD.

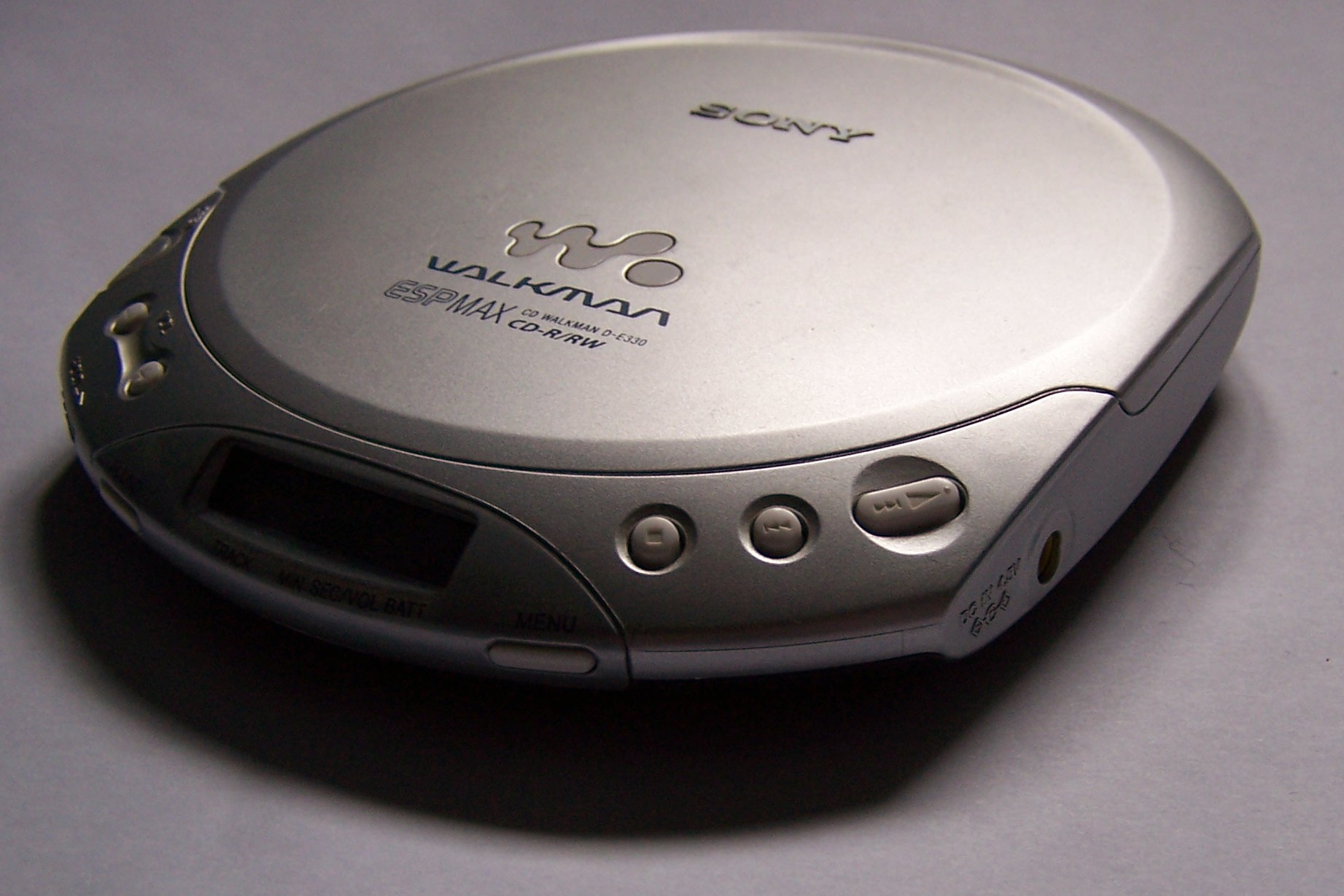
CD Walkman Sony D-E330

### Máximo desarrollo y declive
Inicialmente, se planeó que el CD se convirtiera en el sucesor del disco fonográfico para reproducir música, en lugar de considerarlo principalmente como un medio de almacenamiento de datos. Sin embargo, desde sus orígenes como formato de música, su uso creció considerablemente para abarcar otras aplicaciones. En 1983, después de la presentación del CD, Immink y Braat presentaron los primeros experimentos con discos compactos borrables durante la 73 Convención de la AES. En junio de 1985, se introdujo el CD-ROM (memoria de solo lectura) legible por los ordenadores, y en 1990, el CD-R, también desarrollado por Sony y Philips. Los CD grabables eran una nueva alternativa a la cinta para grabar música y copiar álbumes de música sin los defectos introducidos en la compresión utilizada en otros métodos de grabación digital. Otros formatos de video más nuevos, como el DVD y el Disco Blu-ray, usan la misma geometría física que el CD, y la mayoría de los reproductores de DVD y Blu-ray son retrocompatibles con los CDs de audio.
A principios de la década de 2000, el reproductor de CD había reemplazado en gran medida al reproductor de casetes como equipo estándar en los automóviles nuevos, siendo 2010 el último año en el que salió de fábrica en los Estados Unidos un automóvil equipado con un casete. Actualmente, con la creciente popularidad de los reproductores de audio digitales portátiles, como los teléfonos móviles, y el almacenamiento de música en soportes de estado sólido, los reproductores de CD se están eliminando gradualmente de los automóviles en favor de las entradas auxiliares con miniconectores y las conexiones a dispositivos USB.
Algunos reproductores de CD incorporan cambiadores de discos. Por lo general, estos pueden contener 3 o 5 discos a la vez y cambiar de un disco a otro sin la intervención del usuario. Había disponibles cambiadores de discos capaces de contener hasta 400 discos a la vez. Además, el usuario podía elegir a voluntad el disco a reproducir, haciéndolo similar a un jukebox.
Mientras tanto, con la llegada y la creciente popularidad de la distribución digital de archivos a través de internet mediante formatos de compresión con pérdida como el MP3, las ventas de CD comenzaron a disminuir en la década de 2000. Por ejemplo, entre 2000 y 2008, a pesar del crecimiento general en las ventas de música y en un año anómalo de aumento, las ventas de CD de las principales discográficas disminuyeron en general en un 20%, aunque sumando las ventas de música independiente y de autopromoción (según las cifras publicadas el 30 de marzo de 2009), los CD aún continuaban vendiéndose en grandes cantidades. A partir de 2012, los CD y DVD pasaron a representar tan solo el 34 por ciento de las ventas de música en los Estados Unidos. En Japón, sin embargo, más del 80 por ciento de la música se compró en CD y otros formatos físicos a partir de 2015. A partir de 2020, algunos músicos todavía están lanzando casetes, discos de vinilo y CDs, principalmente como mercancía, para permitir que sus seguidores les presten apoyo financiero mientras reciben algo tangible a cambio.

## Funcionamiento interior
El proceso de reproducción de un CD de audio, promocionado como un medio de almacenamiento de audio digital, comienza con el disco compacto de policarbonato de plástico, un medio que contiene los datos codificados digitalmente. El disco se coloca en una bandeja que se abre (como con los reproductores de CD portátiles) o se desliza hacia afuera (la norma en los reproductores de CD domésticos, unidades de disco de computadora y consolas de juegos). En algunos sistemas, el usuario desliza el disco en una ranura (por ejemplo, reproductores de CD estéreo de automóvil). Una vez que el disco se carga en la bandeja, los datos se leen mediante un mecanismo que escanea la pista de datos en espiral utilizando un rayo láser. Un motor eléctrico hace girar el disco. El control de seguimiento se realiza mediante servoamplificadores analógicos y luego la señal analógica de alta frecuencia leída del disco se digitaliza, procesa y decodifica en audio analógico y datos de control digital que el reproductor utiliza para colocar el mecanismo de reproducción en la pista correcta, para gestionar las funciones de saltar o buscar un corte, indicar el tiempo o mostrar el índice, y en los reproductores más nuevos de la década de 2010, para mostrar el título y la información del artista en una pantalla ubicada en el panel frontal.

### Recuperación de la señal analógica del disco

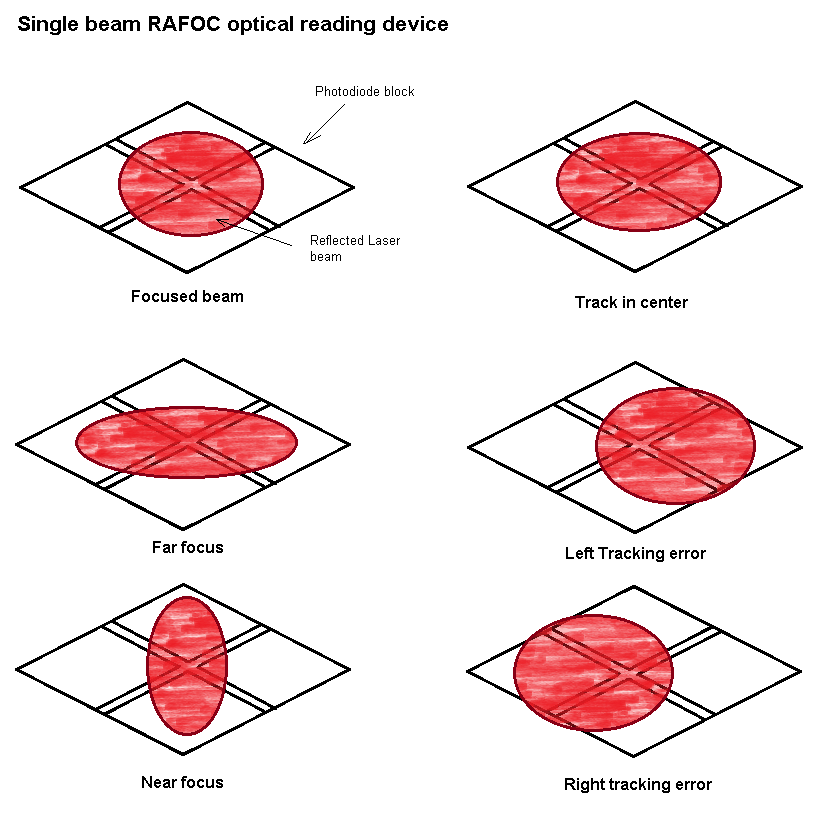
Matriz de fotodiodos en el dispositivo óptico de seguimiento de haz único RAFOC de Philips, utilizado en muchos conjuntos ópticos CDM

Para leer los datos del disco, un rayo láser ilumina la superficie del disco. Las diferencias superficiales registradas en el disco que se está reproduciendo y las pequeñas diferencias de posición se manejan mediante el uso de una lente móvil con una distancia focal muy corta para enfocar la luz procedente del disco. Una lente de baja masa acoplada a una bobina electromagnética se encarga de mantener enfocado el haz en la pista de datos de 600 nm de ancho.
Cuando el reproductor intenta leer datos desde una parada, primero realiza un programa de búsqueda de enfoque que mueve la lente hacia arriba y hacia abajo desde la superficie del disco hasta que se detecta un reflejo; cuando se capta el reflejo, un sistema servoelectrónico la bloquea en la posición correcta, manteniendo la lente en perfecto enfoque mientras el disco gira y cambia la altura de la superficie con respecto al bloque óptico.
Las diferentes marcas y modelos de conjuntos ópticos utilizan diferentes métodos de detección de enfoque. En la mayoría de los reproductores se realiza utilizando la diferencia en la salida de corriente de un bloque de cuatro fotodiodos. El bloque de fotodiodos y la óptica están dispuestos de tal manera que un enfoque perfecto proyecta un patrón circular en el bloque, mientras que un enfoque demasiado lejano o cercano proyecta una elipse que difiere en la posición del borde largo en norte-sur o oeste-suroeste. Esa diferencia es la información que usa el servoamplificador para mantener la lente a la distancia de lectura adecuada durante la operación de reproducción, incluso si el disco está deformado.
Otro servo mecanismo del reproductor se encarga de mantener el haz enfocado centrado en la pista de datos.
Existen dos diseños de captación óptica. La serie CDM original de Philips utiliza un actuador magnético montado en un brazo oscilante para realizar un seguimiento de aproximación y otro fino. Usando solo un rayo láser y el bloque de 4 fotodiodos, el servo sabe si la pista está centrada midiendo el movimiento lado a lado de la luz del rayo que incide en el bloque y corrige su posición para mantener la luz en el centro.
El otro diseño, el de Sony, utiliza una rejilla de difracción para dividir la luz láser en un haz principal y dos subhaces. Cuando se enfocan, los dos haces periféricos cubren el borde de las pistas adyacentes a unos pocos micrómetros separados del haz principal y se reflejan en dos fotodiodos separados del bloque principal de cuatro. El servo detecta la señal de radiofrecuencia que se recibe en los receptores periféricos y la diferencia de salida entre estos dos diodos conforma la señal de error de seguimiento que utiliza el sistema para mantener la óptica en la pista adecuada. La señal de seguimiento se envía a dos sistemas, uno integrado en el conjunto de la lente de enfoque puede realizar una corrección de seguimiento fina y el otro sistema puede mover todo el conjunto óptico de lado a lado para realizar saltos de seguimiento aproximados.
La suma de la salida de los cuatro fotodiodos hace que la señal de radiofrecuencia o alta frecuencia se convierta en un espejo electrónico de las cimas y valles físicamente grabados sobre la superficie del disco. La señal de radiofrecuencia, cuando se observa en un osciloscopio, tiene un patrón característico de "ojo de pez", y su correcto funcionamiento es primordial para detectar y diagnosticar problemas y calibrar los reproductores de CD para permitir que se pueda leer adecuadamente la información grabada en un CD.

### Procesamiento de señal digital
La primera etapa en la cadena de procesamiento de la señal de radiofrecuencia analógica (del dispositivo fotorreceptor) es digitalizarla. Usando varios circuitos como un simple comparador o un cortador de datos, la señal analógica se convierte en una cadena de dos valores digitales binarios, 1 y 0. Esta señal transporta toda la información en un CD y se modula usando un sistema llamado EFM (modulación ocho a catorce). La segunda etapa es demodular la señal EFM en un marco de datos que contiene las muestras de audio, los bits de paridad de corrección de errores (de acuerdo con el código de corrección de errores CIRC, y los datos de control para la pantalla del reproductor y la microcomputadora.
El demodulador EFM también decodifica parte de la señal de CD y la enruta a los circuitos adecuados, separando audio, paridad y datos de control (subcódigo). Después de la demodulación, un corrector de errores CIRC toma cada cuadro de datos de audio, lo almacena en una memoria SRAM y verifica que se haya leído correctamente. Si no es así, toma los bits de paridad y corrección, y corrige los datos. A continuación, los envía a un conversor de señal digital a analógica para transformarla en una señal de audio analógica. Si los datos que faltan son suficientes para hacer imposible la recuperación, la corrección se realiza interpolando los datos del siguiente pasaje sonoro para que no se note la parte que falta. Cada reproductor tiene una capacidad de interpolación diferente. Si faltan demasiadas tramas de datos o son irrecuperables, la señal de audio puede ser imposible de reparar por interpolación, por lo que se activa un indicador de silenciamiento de audio para desactivar el DAC y evitar que se reproduzcan datos no válidos.
El estándar Redbook dicta que, si hay datos de audio no válidos, erróneos o faltantes, no se pueden emitir a los altavoces como ruido digital, y deben ser silenciados previamente.

### Control del reproductor
El formato de CD de audio requiere que cada reproductor tenga suficiente potencia de procesamiento para decodificar los datos del CD; esto normalmente se realiza mediante circuitos integrados específicos de la aplicación (ASIC). Sin embargo, los ASIC no funcionan por sí mismos; requieren un microordenador principal o microcontrolador para coordinar el funcionamiento de toda la máquina.

## Tipos de diseño de bandeja

### Bandeja de carga

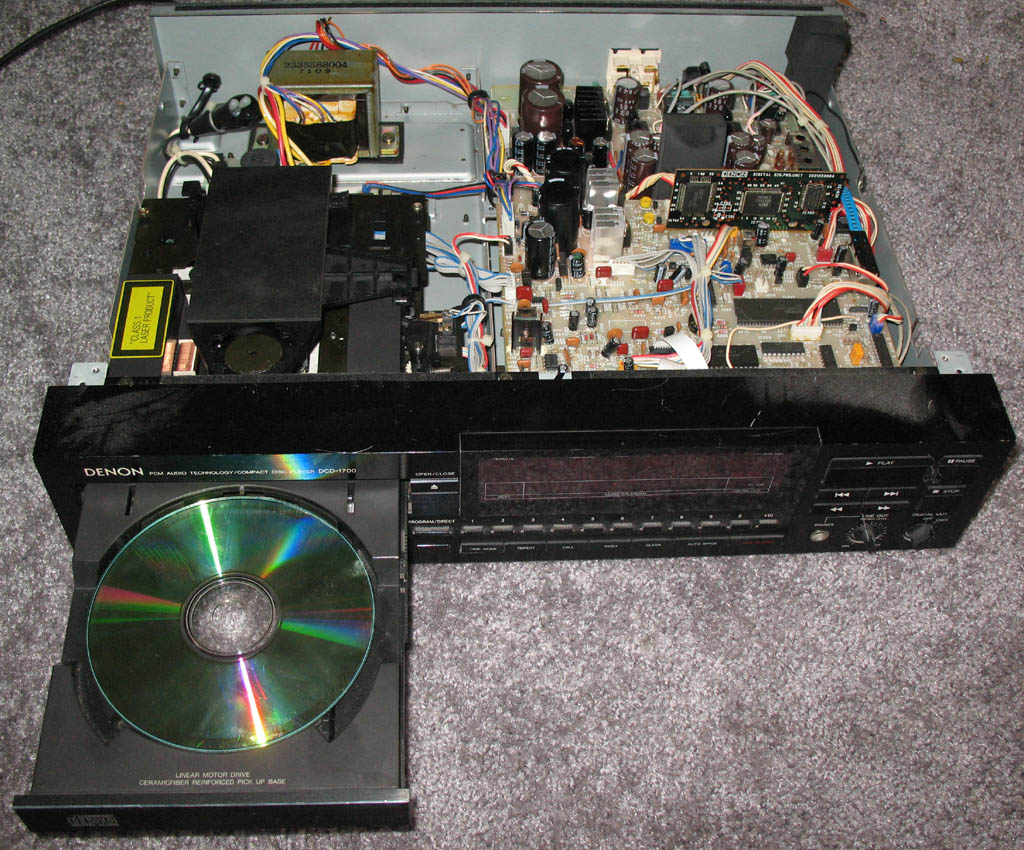
Un reproductor de CD Denon de la década de 1980, al que se le ha quitado la cubierta del chasis para mostrar los componentes electrónicos y mecánicos

Sony lanzó su reproductor de CD CDP-101 en 1982 con un diseño de bandeja deslizable para el CD. Como era fácil de fabricar y usar, la mayoría de los fabricantes de reproductores de CD se quedaron con el estilo de bandeja desde entonces. El mecanismo de bandeja también se utiliza en muchos ordenadores de escritorio modernos (especialmente los de "tipo torre"), así como en CD-i, PlayStation 2, Xbox y Xbox 360. Sin embargo, han existido algunas excepciones notables a este diseño de bandeja de CD común.

### Carga vertical
Durante el lanzamiento del primer prototipo de reproductor de CD "Goronta" de Sony en la Feria de audio japonesa de 1982, la compañía mostró el diseño de carga vertical. Aunque este prototipo nunca llegó a la producción en serie, el concepto fue adoptado durante un tiempo por varios de los primeros fabricantes japoneses de reproductores de CD, incluidos Alpine/Luxman, Matsushita bajo la marca Technics, Kenwood y Toshiba/Aurex. Para los primeros reproductores de carga vertical, Alpine adquirió sus diseños de reproductores AD-7100 para Luxman, al igual que Kenwood y Toshiba (que utilizó su marca Aurex). Kenwood agregó sus salidas "Sigma Drive" a este diseño como una modificación. Se puede ver una imagen de este primer diseño en el sitio web de Panasonic. La carga vertical es similar a la común en los magnetófonos de casete, donde el soporte se abre y el disco se deposita sobre el mismo. El soporte se cierra a mano, mediante un motor después de presionar un botón, o de forma completamente automática. Algunos reproductores de CD combinan la carga vertical con la carga por ranura debido a que el disco se introduce más en el soporte del disco cuando se cierra.

### Carga superior

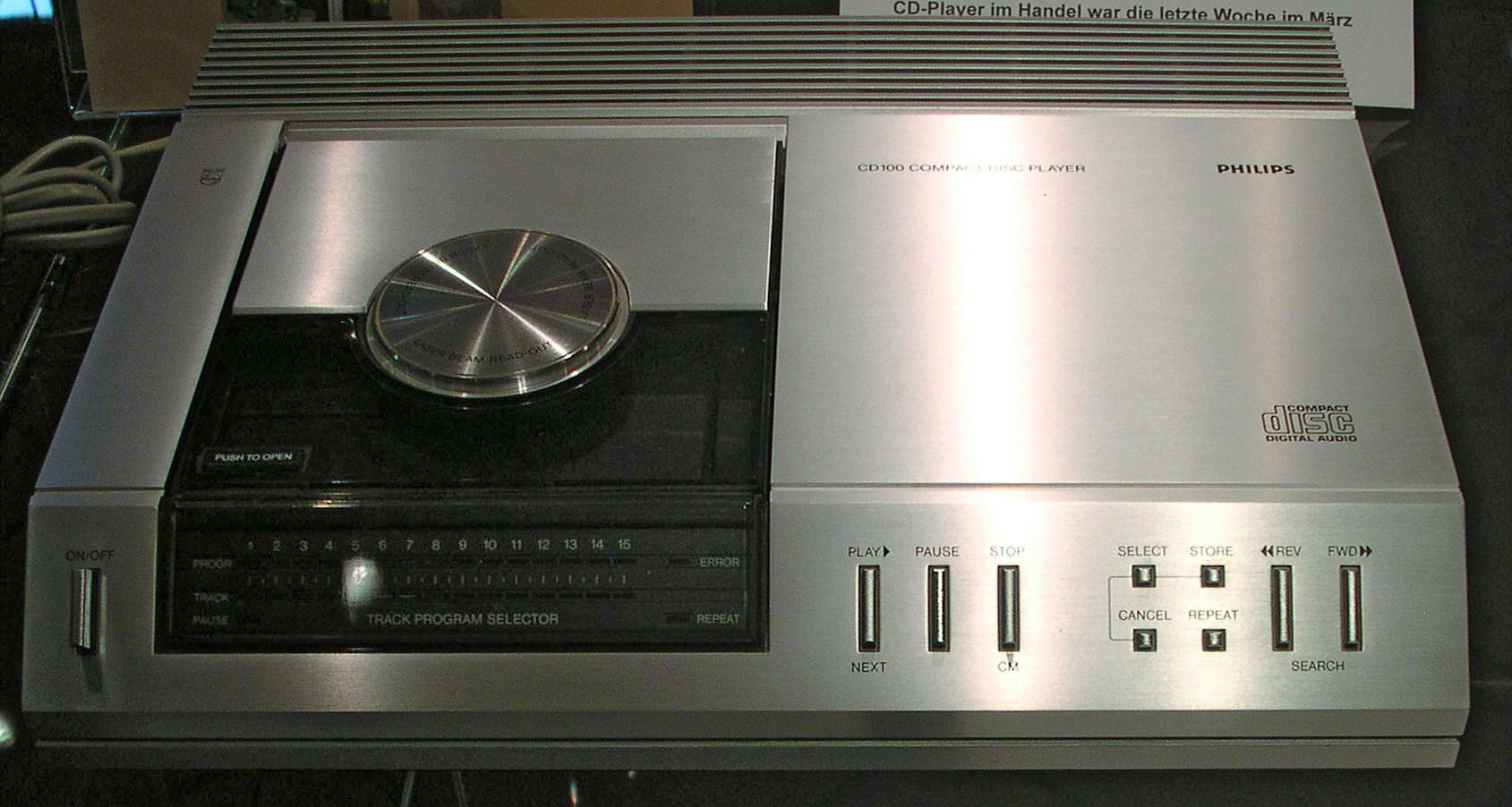
Reproductor Philips CD100

En 1983, Philips, en el lanzamiento del formato de CD en EE. UU. y Europa (los productos de audio de Philips se vendían como Magnavox en los EE. UU. por entonces), mostró los primeros diseños de bandeja de CD de carga superior, con su modelo CD100. El reproductor tenía un asa sobre la tapa, lo que significaba que el usuario tenía que replegarla cuando el CD se colocaba dentro de la máquina. Más adelante, Meridian presentó su reproductor de CD de "gama alta" MCD, con electrónica Meridian en la misma carcasa del modelo Philips CD100.
La carga superior se adoptó en varios diseños de equipos, como minisistemas y reproductores de CD portátiles, pero entre los reproductores de CD de componentes estéreo, solo se han fabricado unos pocos modelos de carga superior. Los ejemplos incluyen los reproductores Luxman de las series D-500 y D-500X y el DP-S1 de Denon, ambos lanzados en 1993.
La carga superior también es común en reproductores destinados a emisoras de radio y para su uso por "DJ" con sonido en vivo, como el Technics SL-P50 (1984-1985) y el Technics SL-P1200 (1986-1992), que imitan la disposición física y la ergonomía de los tocadiscos utilizados en esas aplicaciones.
El diseño de la bandeja del disco de carga superior también se utiliza en la mayoría de videoconsolas de quinta generación (PlayStation, Sega Saturn y 3DO Interactive Multiplayer), así como en Dreamcast, Nintendo GameCube y Wii.

### Bandeja de carga con mecanismo deslizante
El Philips CD303 de 1983-1984 fue el primer reproductor en adoptar la carga de bandeja con un mecanismo de reproducción deslizante. Básicamente, la bandeja que salía para recoger el CD incluía todo el sistema de accionamiento del disco. Los reproductores Meridian 200 y 203 eran de este tipo. También fueron los primeros en utilizar un diseño en el que la electrónica de audio estaba en una caja separada de la unidad de CD y del mecanismo de recogida. Un mecanismo similar se utiliza en las unidades de disco óptico delgadas (también conocidas como unidad de DVD interna delgada, unidad óptica o grabadora de DVD), muy comunes hasta la década de 2010 en los ordenadores portátiles.

### Carga de ranura
La carga por ranura es el mecanismo de carga preferido para los reproductores de audio utilizados en los automóviles. No hay una bandeja que salga y se utiliza un motor para ayudar a la inserción y la extracción del disco. Algunos mecanismos de carga por ranura y cambiadores pueden cargar y reproducir Mini-CDs sin necesidad de usar un adaptador (como la ranura de disco de tamaño estándar del modelo Wii original, que es capaz de aceptar Nintendo Optical Disc más pequeños) pero que pueden funcionar con una funcionalidad limitada (un cambiador de disco con un Mini CD insertado se negará a funcionar hasta que se extraiga dicho disco, por ejemplo).
Los CDs no circulares no se deben utilizar en estos cargadores, porque son incapaces de manejararlos. Cuando se insertan, estos discos pueden atascarse y dañar el mecanismo. También se usa en algunas computadoras portátiles, la PlayStation 3, el modelo original de Wii y su Family Edition y la mayoría de las consolas de las Videoconsolas de octava generación (la Wii U, PlayStation 4 y Xbox One), así como las de la novena generación (PlayStation 5 y Xbox Series X y Series S).

## Mecanismos de pastilla

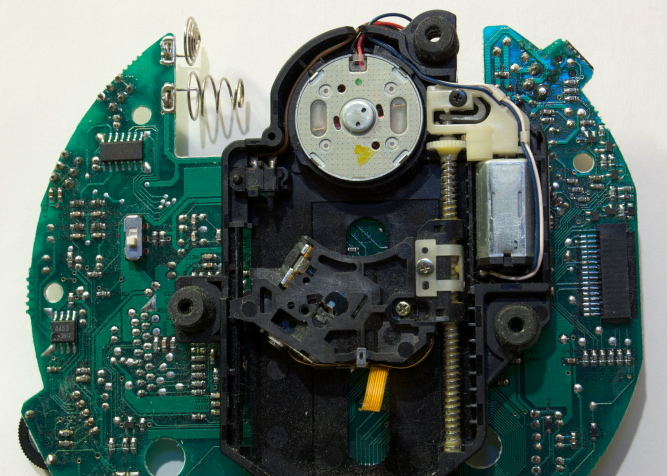
Vista inferior que muestra un mecanismo de seguimiento de tipo radial con accionamiento de tornillo

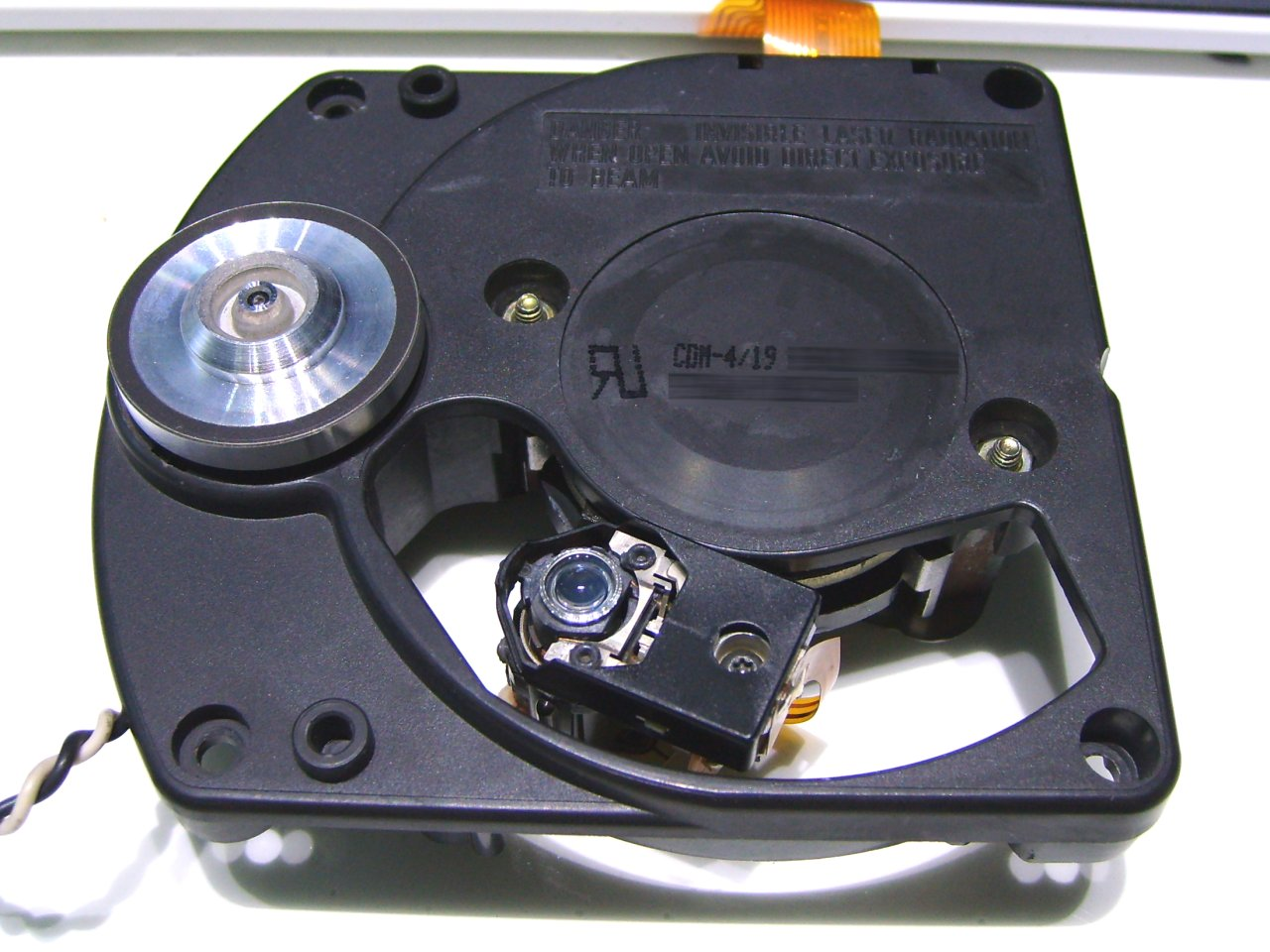
Mecanismo óptico de brazo oscilante de Philips

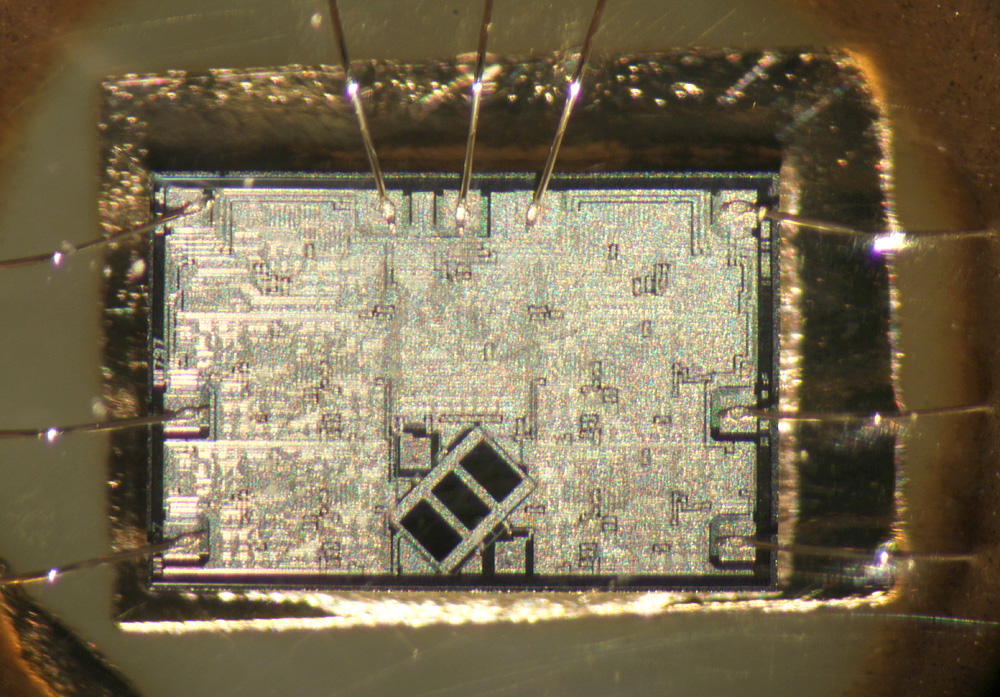
El chip óptico extraído de un reproductor de CD. Los tres rectángulos oscuros son fotosensibles, leen los datos del disco y mantienen el haz enfocado. El seguimiento electrónico, con la ayuda de los dos fotodiodos a los lados, mantiene el rayo láser centrado en el medio de la pista de datos

Existen dos tipos de mecanismos de seguimiento óptico:

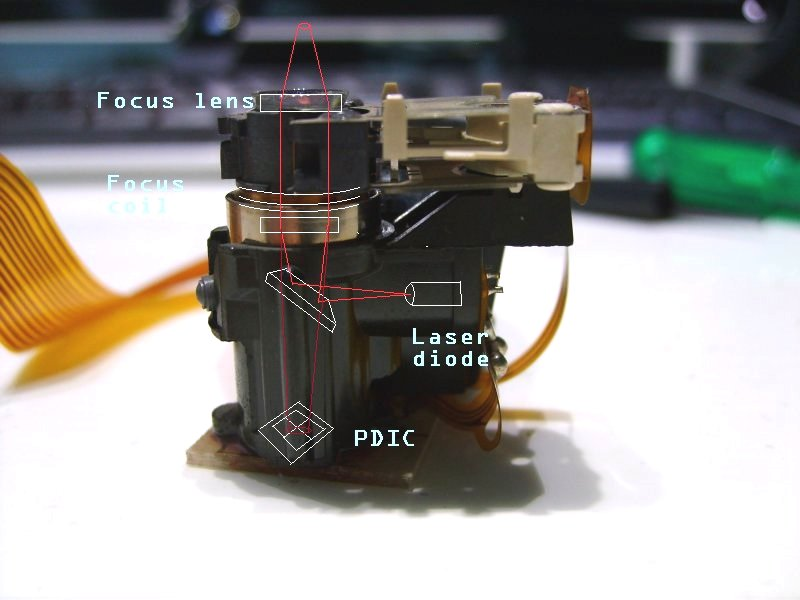
Haz de láser Philips

- El mecanismo de brazo oscilante, originalmente diseñado por Philips[53] en el que la lente se mueve al final de un brazo, de manera similar al ensamblaje del brazo de un tocadiscos. Se utilizó en los primeros reproductores de CD de Philips y luego se reemplazó por mecanismos radiales, más baratos.
- El mecanismo radial, diseñado por Sony, que es el que se usaba en la mayoría de los reproductores de CD en la década de 2000. En este tipo de mecanismo, la lente se mueve sobre un riel radial accionado por un engranaje giratorio de un motor o un conjunto magnético lineal. El motor o conjunto magnético lineal consiste en un solenoide montado en el conjunto de láser móvil, enrollado sobre un campo magnético permanente unido a la base del mecanismo. También se conoce como seguimiento lineal de tres haces.

El mecanismo de brazo oscilante tiene una ventaja distintiva sobre el radial, dado que no "salta" cuando el riel se ensucia. Los mecanismos de brazo oscilante tienden a tener una vida mucho más larga que los radiales. La principal diferencia entre los dos mecanismos es la forma en que leen los datos del disco. El mecanismo de brazo oscilante utiliza una bobina magnética enrollada sobre un imán permanente para proporcionar el movimiento de seguimiento al ensamblaje del láser de una manera similar que una unidad de disco duro mueve su cabeza a través de las pistas de datos. También utiliza otro mecanismo de movimiento magnético conectado a la lente para enfocar el rayo láser sobre la superficie del disco. Al operar los actuadores de seguimiento o de enfoque, el rayo láser se puede colocar sobre cualquier parte del disco.
Este mecanismo emplea un solo rayo láser y un conjunto de cuatro fotodiodos para la lectura, además de enfocar y realizar un seguimiento de los datos grabados en el disco.

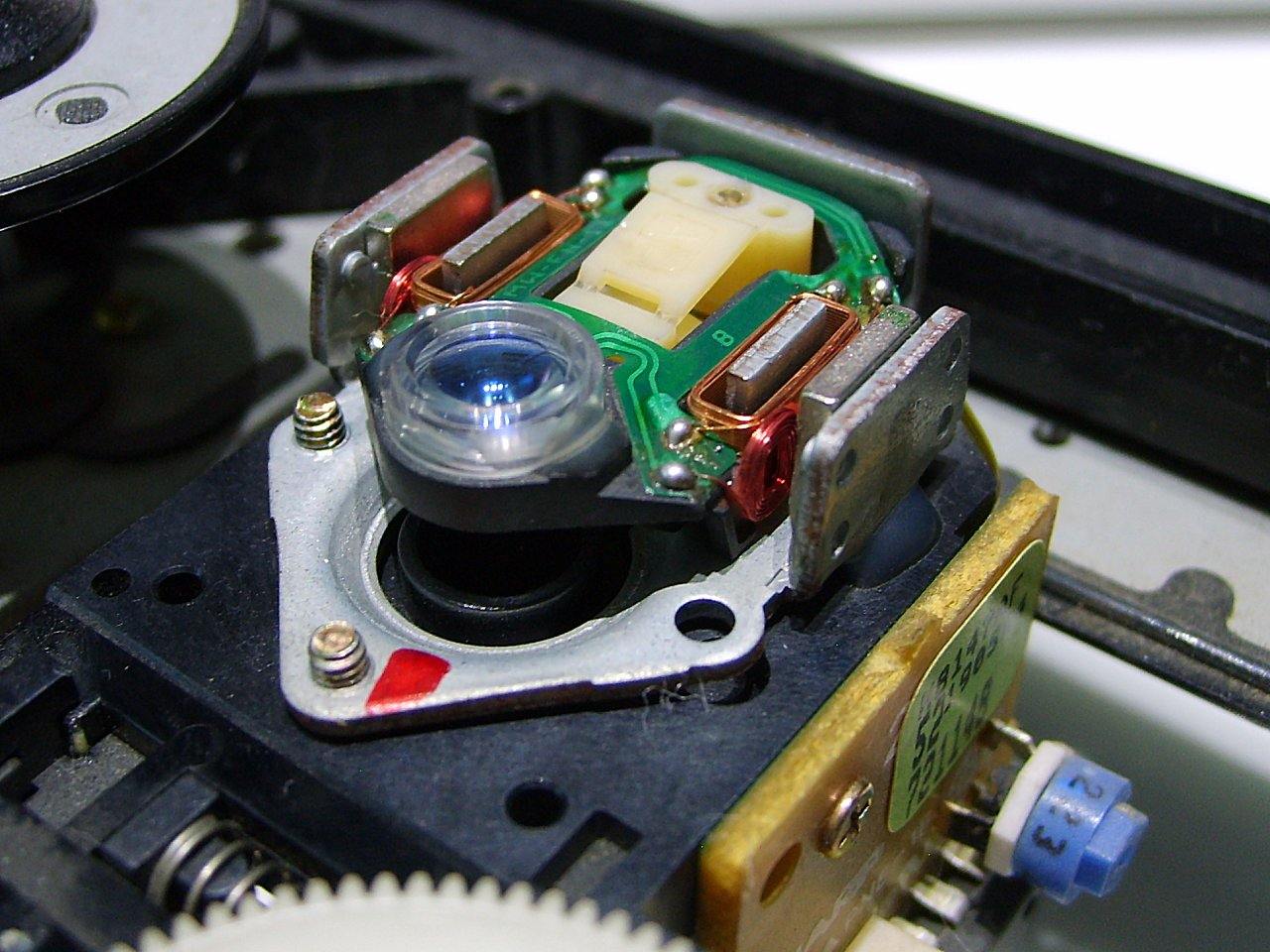
Dispositivo láser óptico Sharp. Se pueden ver las seis bobinas de enfoque y seguimiento

El mecanismo de seguimiento lineal utiliza un motor y engranajes de reducción para mover el conjunto láser radialmente a través de las pistas del disco y también tiene un conjunto de seis bobinas montadas en la lente de enfoque sobre un campo magnético permanente. Un juego de dos bobinas mueve la lente más cerca de la superficie del disco, proporcionando el movimiento de enfoque, y el otro juego de bobinas mueve la lente radialmente, proporcionando un movimiento de seguimiento más fino. Este mecanismo utiliza el método de seguimiento de tres haces en el que se utiliza un rayo láser principal para leer y enfocar la pista de datos del disco valiéndose de tres o cuatro fotodiodos, según el método de enfoque, y dos haces más pequeños leen las pistas adyacentes a cada lado para ayudar al servomecanismo a mantener el seguimiento usando dos fotodiodos "auxiliares".

## Componentes mecánicos

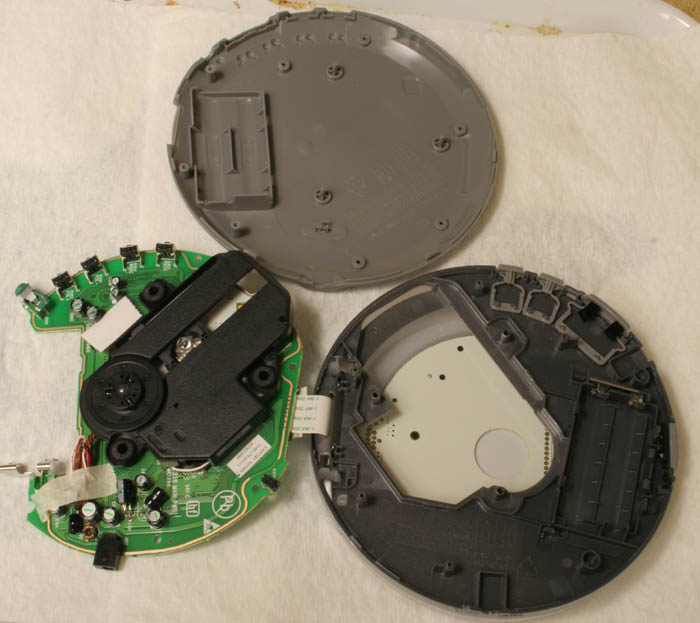
Reproductor de CD portátil Philips desmontado

Un reproductor de CD tiene tres componentes mecánicos principales: un motor de accionamiento, un sistema de lente o cabezal de recogida y un mecanismo de seguimiento.
El motor de accionamiento hace girar el disco a una velocidad de escaneo de entre 1.2 y 1.4 m/s (con velocidad lineal constante), equivalente a aproximadamente 500 RPM cuando se lee la zona interior del disco y de aproximadamente 200 RPM en el borde exterior. Un disco que se reproduce de principio a fin, reduce su velocidad de rotación durante la reproducción. El mecanismo de seguimiento mueve el sistema de lentes sobre las pistas en espiral en las que se halla codificada la información, y el conjunto de lentes lee la información utilizando un láser producido por un diodo láser al enfocar un rayo en el CD, que se refleja sobre la superficie del disco hacia un sensor formado por una matriz de fotodiodos. El sensor detecta cambios en el haz y una cadena de procesamiento digital interpreta estos cambios como datos binarios. Los datos se procesan y finalmente se convierten en sonido usando un conversor de señal digital a analógica (DAC).
Una TOC o tabla de contenido se encuentra después del área de "entrada" del disco, que se encuentra en un anillo interior del disco y contiene aproximadamente cinco kilobytes de espacio disponible. Es la primera información que el reproductor lee cuando se carga el disco en el reproductor y contiene información sobre el número total de pistas de audio, el tiempo de reproducción en el CD, el tiempo de ejecución de cada pista y otra información como ISRC y el estructura de formato del disco. La tabla de contenido es de vital importancia para el disco, hasta el punto de que si el reproductor no la lee correctamente, el CD no podrá reproducirse. Por eso se lee 3 veces antes de que comience el primer corte musical. El área de "salida" situada al final del disco (el periférico exterior) le indica al reproductor que el disco ha llegado a su fin.

## Características del reproductor de CD
Los reproductores de CD pueden emplear varias formas para mejorar el rendimiento o reducir la cantidad de componentes o el precio. Es probable que se encuentren características como sobremuestreo, DAC de un bit, DAC duales, interpolación (corrección de errores), almacenamiento en búfer anti-salto, o salidas digitales y ópticas. Otras características mejoran la funcionalidad, como la programación de pistas, la reproducción y repetición aleatoria o el acceso directo a las pistas. Sin embargo, otros están relacionados con el objetivo previsto del reproductor de CD, como el sistema antideslizamiento para automóviles y reproductores de CD portátiles, control de tono y cola para un reproductor de CD de DJ, o la integración remota y de sistema para reproductores domésticos. A continuación, se describen algunas características:
- Sobremuestreo es una forma de mejorar el rendimiento del filtro de paso bajo presente en la salida de la mayoría de los reproductores de CD. Al utilizar una frecuencia de muestreo más alta, un múltiplo de los 44,1 kHz utilizados por la codificación de CD, puede emplear un filtro con requisitos mucho más bajos.
- Los DACs de un bit eran menos costosos que otros tipos de DAC, al tiempo que proporcionaban un rendimiento similar.
- Los DAC duales a veces se anunciaban como una característica porque algunos de los primeros reproductores de CD usaban un solo DAC y lo cambiaban entre canales. Esto requería circuitos de soporte adicionales, degradando posiblemente la calidad del sonido.
- Anti-skip o Antishock, es una manera en la que el reproductor de CD evita interrumpir la salida de audio cuando el mecanismo de reproducción del disco experimenta un golpe mecánico. Consiste en un procesador de datos adicional y una memoria de acceso aleatorio instalados en el reproductor que lee el disco a doble velocidad y almacena varias secuencias de datos de audio en un búfer de datos RAM para su posterior decodificación. Algunos reproductores pueden comprimir los datos de audio antes de almacenarlos en el búfer para usar chips RAM de menor capacidad (y menos costosos). Los reproductores típicos pueden almacenar alrededor de 44 segundos de datos de audio en un chip RAM de 16 mbit.

## Reproductores de CD portátiles

### Pequeños reproductores portátiles

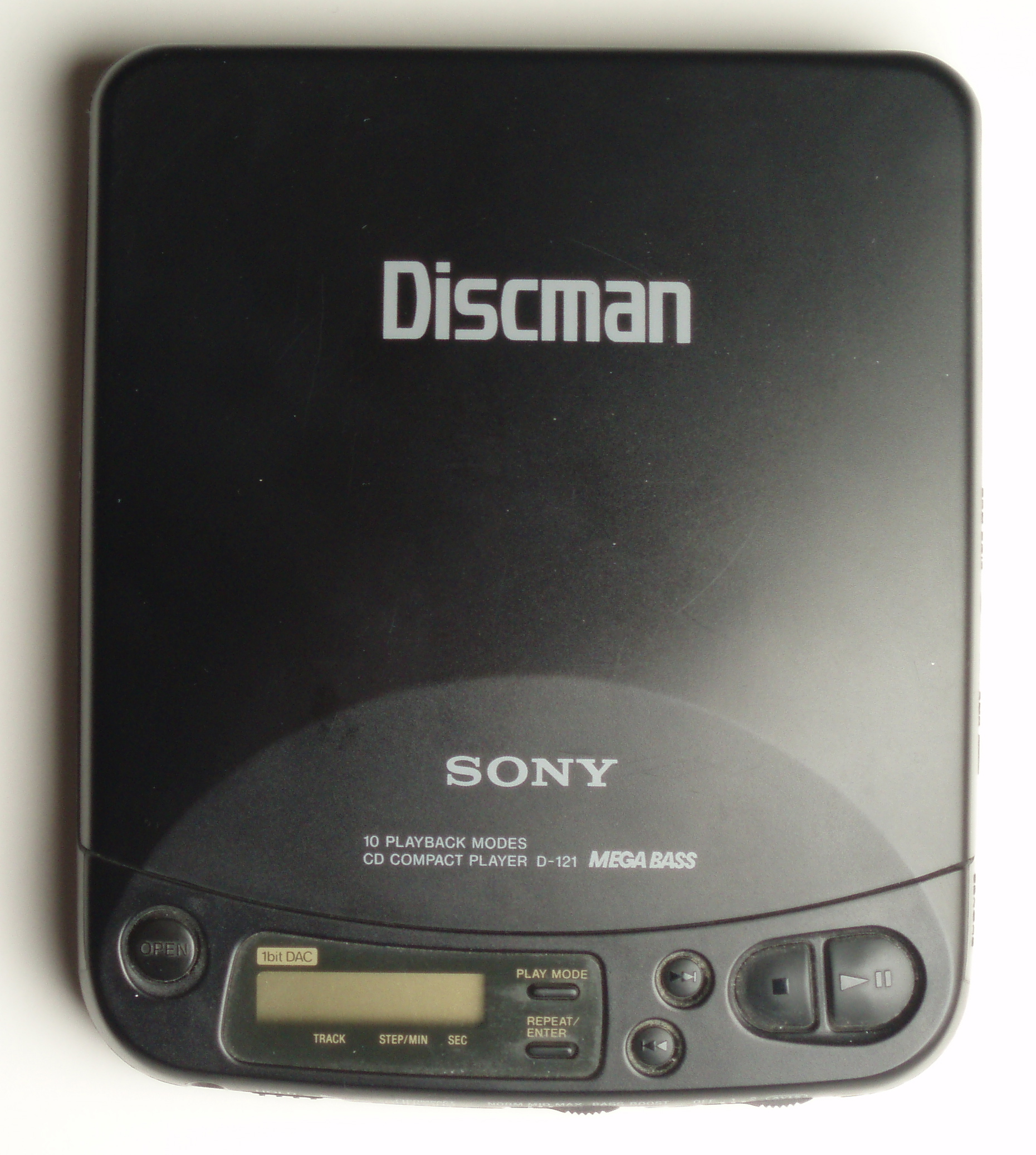
Uno de los primeros Discman de Sony, el modelo D-121

Un reproductor de audio portátil capaz de reproducir discos compactos se denomina reproductor de CD portátil. Funcionan con baterías y tienen un conector para auriculares de 1/8" en el que el usuario conecta un par de auriculares. El primer reproductor de CD portátil lanzado fue el D-50 de Sony, que se comercializó en 1984. Su mecánica y electrónica sería adoptada en toda la línea de reproductores portátiles de CD de Sony.
En 1998, los reproductores de audio digitales portátiles comenzaron a competir con los reproductores de CD portátiles. Después de que Apple desembarcara en el mercado de los reproductores de música con su línea iPod, en diez años se convirtió en la empresa dominante en el mercadl de reproductores de audio digital portátiles, "... mientras que el ex gigante Sony (fabricante del Walkman [portátil] y del Discman no pudo revertir la situación". Este cambio de mercado se inició cuando se presentó el primer reproductor de audio digital portátil, el Rio digital music player. El reproductor de MP3 Rio de 64 MB permitía a los usuarios almacenar alrededor de 20 canciones. Uno de los beneficios del Río sobre los reproductores de CD portátiles era su ausencia de partes móviles, lo que garantizaba una reproducción sin saltos. Desde 1998, el precio de los reproductores de audio digitales portátiles empezó a bajar y su capacidad de almacenamiento aumentó significativamente. En la década de 2000, los usuarios pueden "llevar [su] colección de música completa en un reproductor [de audio digital] del tamaño de un paquete de cigarrillos". El iPod de 4 GB, por ejemplo, tenía capacidad para más de 1000 canciones.

### Boomboxes

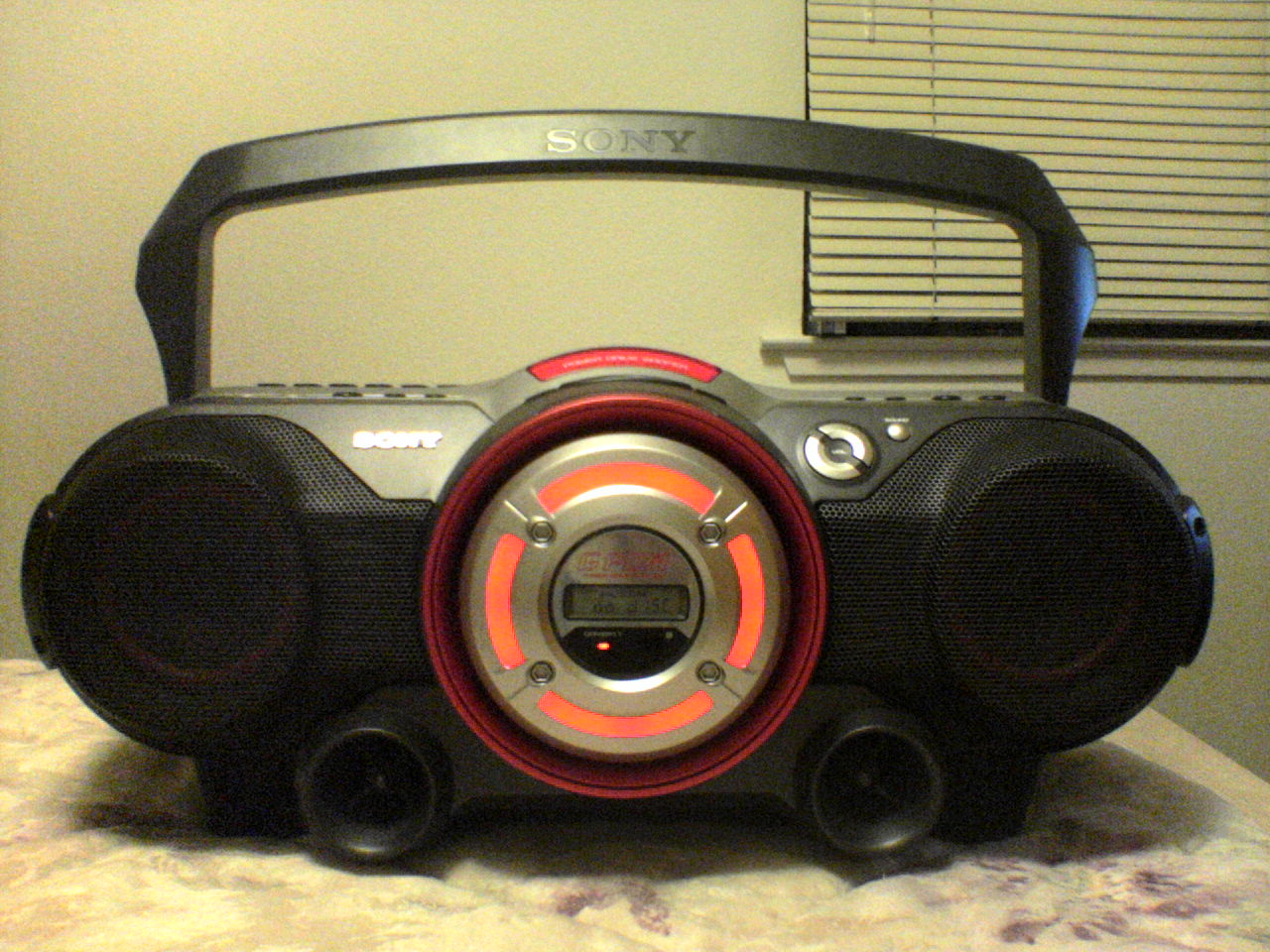
Un "boombox" con CD de Sony (2005)

Un radiocasete es un término común para denominar a un magnetófono portátil con una radio AM/FM, que consta de un amplificador, dos o más altavoces y un asa para transportarlo. A partir de la década de 1990, los boomboxes eran el único tipo de reproductor de CD capaces de producir sonido audible por el oyente de forma independiente, sin la necesidad de auriculares o de un amplificador o un sistema de altavoces adicional. Diseñado para la portabilidad, pueden ser alimentados tanto por baterías como por corriente de línea. Se introdujo en el mercado estadounidense a mediados de la década de 1970. El deseo de obtener graves más intensos llevó a adoptar cajas más grandes y pesadas. Así, en la década de 1980, algunos de estos reproductores habían alcanzado el tamaño de una maleta. La mayoría de los boomboxes podían funcionar con baterías, lo que implicaba utilizar cajas voluminosas y pesadas.
La mayoría de los boomboxes de la década de 2010 solían incluir un reproductor de CD compatible con CD-R y CD-RW, que permitían al usuario llevar sus propias compilaciones de música en un medio de mayor fidelidad. Muchos modelos también permitían conectar un iPod o dispositivos similares a través de uno o más puertos auxiliares. Algunos también admiten formatos como MP3 y WMA. Otra variante eran los reproductores de DVD/boombox con una unidad de CD/DVD de carga superior y una pantalla de cristal líquido en la posición hasta entonces ocupada por una pletina de casete. Muchos modelos de este tipo de boombox incluían entradas para video externo (como emisiones de televisión) y salidas para conectar el reproductor de DVD a un televisor.

## Equipos de DJ

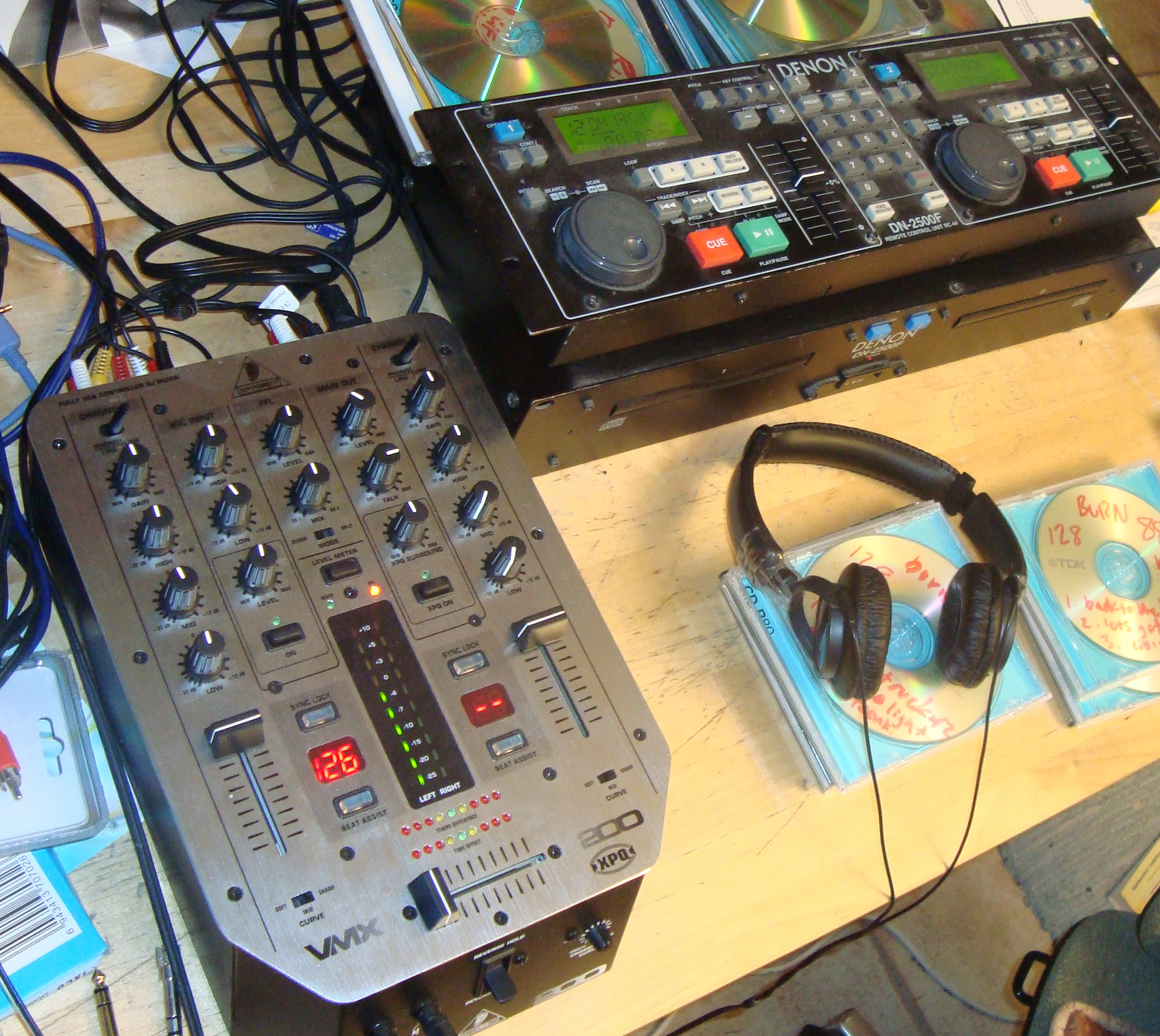
Este ejemplo de un reproductor de CD usado por DJs es el reproductor de CD dual Denon DN-2500, en el lado derecho de la imagen. Un mezclador de DJ Behringer VMX-200 también se muestra en el lado izquierdo, en primer plano

Los Disc-jockeys (DJ) que mezclan canciones en un club de música dance, rave o club nocturno, crean sus temas de baile haciendo que las canciones se reproduzcan en dos o más fuentes de sonido y usando un mezclador para realizar sin problemas la transición entre canciones. En la etapa de la música disco de la década de 1970, los pinchadiscos solían utilizar dos tocadiscos. Desde la década de 1980 hasta la de 1990, utilizar dos reproductores de casete se convirtió en una flrma de mezclar sonido habitual. En las décadas siguientes, los DJ cambiaron al CD y luego al reproductor de audio digital. Los reproductores de CD especiales para DJ tienen funciones que no están disponibles en los reproductores normales.
Para crear el efecto de "scratch" y efectos rítmicos a partir de grabaciones de sonido, tradicionalmente se usaban discos de vinilo y tocadiscos. En la década de 2010, se pueden utilizar algunos reproductores de CD especiales para DJ, capaces para crear los mismos efectos de "scratch".